# Aréoua

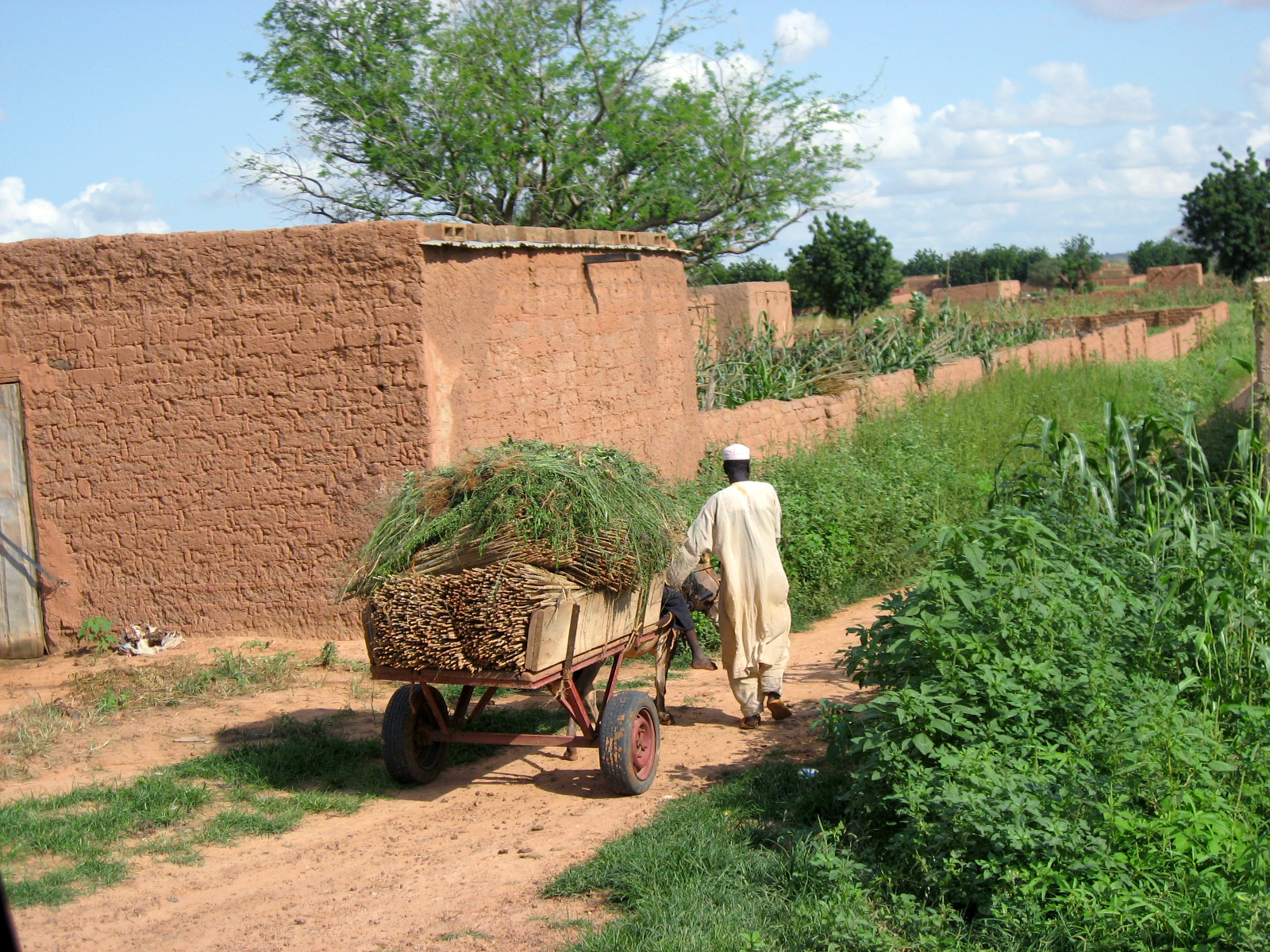
Hirseernte im Dorf Koré Maïroua in Aréoua

Aréoua (auch: Arewa) ist eine Landschaft und ein ehemaliger Staat in Niger.

## Geographie
Aréoua liegt in der Region Dosso im Westen Nigers. Das Gebiet grenzt an den Nachbarstaat Nigeria. Wichtige Orte sind Matankari, die ehemalige Hauptstadt Aréouas, sowie Dogondoutchi, Guéchémé, Karakara, Sokorbé, Tibiri und Zabori. Durch Aréoua verläuft das Tal Dallol Maouri.

## Bevölkerung
Aréoua bildet eine Zone des Übergangs zwischen den Volksgruppen Hausa und Zarma, der Sprache Hausa und der Sprache Zarma. Das Staatsvolk von Aréoua waren die Maouri, die entweder Zarma oder Hausa sprechen. Außerdem siedelten sich verschiedene Einwanderer an, unter anderem aus Gobir, Ader und Birni-N’Konni. Neben dem Islam, der in Niger vorherrschenden Religion, sind in Aréoua auch das Christentum und vor allem die religiösen Traditionen der Azna verbreitet. Im Dorf Lougou hat mit der Sarraounia eine traditionelle religiöse Anführerin ihren Sitz.

## Geschichte
Die Gründungslegende des Staats Aréoua bezieht sich auf das weiter östlich gelegene Reich Bornu. Ari, ein Sohn des Sultans Kaloumbou von Bornu, soll auf einer Reise nach Gao mit der Tochter des Dorfoberhaupts von Bagaji einen Sohn namens Akazama (Hausa für „er blieb“) gezeugt haben. Bagaji (auch: Bagagi) gehört heute als administratives Dorf zum Gemeindegebiet von Matankari und gilt als älteste bestehende Siedlung in Aréoua. Akazama wollte eines Tages seinen Vater Ari in Bornu besuchen, der jedoch inzwischen gestorben war. Dafür traf Akazama seinen Großvater Kaloumbou, der ihn als serki n’Aréoua (Herrscher von Aréoua) einsetzte. Der Name Aréoua leitet sich demnach über Arioua vom Personennamen Ari ab. Eine andere Erklärung lautet, dass der Name vom Hausa-Wort aréoun kommt, das „Norden“ bedeutet. Ari und Kaloumbou, der sich im heute nicht mehr bestehenden Dorf Toullou bei Bagaji niederließ, sind die Stammväter der Dynastie von Aréoua.
Einer ihrer Nachfolger, der von 1767 bis 1786 regierende Mato, gründete Matankari (Mato n’Gari, „Dorf des Mato“) als neue Hauptstadt. Bald darauf begann der Dschihad der Fulbe unter Usman dan Fodio, dessen Eroberungen auch Aréoua bedrohten. Es profitierte dabei zunächst von seiner isolierten Lage. Westlich und östlich von Aréoua lagen damals noch unbewohnte Gebiete, die es von Ader und Birni-N’Konni trennten. Außerdem versperrte die noch unabhängige Stadt Argungu den Fulbe den Weg Richtung Westen.  So gelang es Aréoua zunächst noch, einen Angriff von Fulbe aus Gando abzuwehren. Anfang des 19. Jahrhunderts jedoch mussten die von einer Hungersnot geschwächten Maouri einem Friedensvertrag zustimmen, der Aréoua zu jährlichen Tributzahlungen an die Fulbe-Emirate Gando und Kebbi verpflichtete.
1868 und 1873 kam es zu Revolten in mehreren dem serki n’Aréoua untergebenen Dörfern, darunter in Bagaji, Dogondoutchi und Lougou. Erst nach 1873 erlebte das Gebiet, abgesehen von gelegentlichen Raubzügen von Tuareg, wieder eine lange Friedenszeit. An der Wende vom 19. zum 20. Jahrhundert bestanden sechs souveräne Herrschaftsgebiete, die ursprünglich zu Aréoua gehört hatten und sich im Lauf der Zeit unabhängig entwickelt hatten: Nord-Aréoua mit Matankari und Dogondoutchi, Karakara, Katarma, Lido, Takassaba (Guéchémé) und Zabori. Die Mission Voulet-Chanoine unterwarf 1899 Aréoua der Herrschaft Frankreichs. 1906 verlegte der serki n’Aréoua, nunmehr als Untergebener der französischen Verwaltung, seinen Herrschaftssitz nach Dogondoutchi.